# Tournoi européen FIRA de rugby à XV 1937
Navigation
Tournoi européen FIRA 1936 Tournoi européen FIRA 1938
Le Tournoi européen FIRA de rugby à XV 1937 ou Tournoi international de l'exposition est organisé par la Fédération internationale de rugby amateur du 10 au 17 octobre en France, parallèlement à l'Exposition internationale « Arts et Techniques dans la Vie moderne » qui se tient à Paris.
Les Pays-Bas et la Belgique rejoignent les quatre équipes déjà en lice l'année précédente à Berlin (les finalistes, la France et l'Allemagne, sont qualifiées d'office pour les 1/2 finales). La France bat l'Italie en finale sur le score de 43 à 5, l'Allemagne complète le podium après sa victoire sur la Roumanie sur le score de 30 à 3 et la Belgique bat les Pays-Bas pour la 5e place.

## Tableau
|  | Quarts de finale                         | Quarts de finale                         |                                          |                                          | Demi-finales                             | Demi-finales                             |  |  | Finale                                   | Finale                                   |
|  | Quarts de finale                         | Quarts de finale                         |                                          |                                          | Demi-finales                             | Demi-finales                             |  |  | Finale                                   | Finale                                   |
|  |                                          |                                          |                                          |                                          |                                          |                                          |  |  |                                          |                                          |
|  | le 10 octobre au stade Jean-Bouin, Paris | le 10 octobre au stade Jean-Bouin, Paris |                                          |                                          | le 14 octobre au stade Jean-Bouin, Paris | le 14 octobre au stade Jean-Bouin, Paris |  |  | le 17 octobre au Parc des Princes, Paris | le 17 octobre au Parc des Princes, Paris |
|  | le 10 octobre au stade Jean-Bouin, Paris | le 10 octobre au stade Jean-Bouin, Paris |                                          |                                          | le 14 octobre au stade Jean-Bouin, Paris | le 14 octobre au stade Jean-Bouin, Paris |  |  | le 17 octobre au Parc des Princes, Paris | le 17 octobre au Parc des Princes, Paris |
|  | le 10 octobre au stade Jean-Bouin, Paris | le 10 octobre au stade Jean-Bouin, Paris | France                                   | 27                                       |                                          |                                          |  |  | le 17 octobre au Parc des Princes, Paris | le 17 octobre au Parc des Princes, Paris |
|  | Pays-Bas                                 | 5                                        | France                                   | 27                                       |                                          |                                          |  |  | le 17 octobre au Parc des Princes, Paris | le 17 octobre au Parc des Princes, Paris |
|  | Pays-Bas                                 | 5                                        | Roumanie                                 | 11                                       |                                          |                                          |  |  | le 17 octobre au Parc des Princes, Paris | le 17 octobre au Parc des Princes, Paris |
|  | Roumanie                                 | 42                                       | Roumanie                                 | 11                                       |                                          |                                          |  |  | le 17 octobre au Parc des Princes, Paris | le 17 octobre au Parc des Princes, Paris |
|  | Roumanie                                 | 42                                       | le 14 octobre au stade Jean-Bouin, Paris | le 14 octobre au stade Jean-Bouin, Paris | France                                   | 43                                       |  |  |                                          |                                          |
|  | le 10 octobre au stade Jean-Bouin, Paris |                                          | le 14 octobre au stade Jean-Bouin, Paris | le 14 octobre au stade Jean-Bouin, Paris | France                                   | 43                                       |  |  |                                          |                                          |
|  |                                          | Italie                                   | le 14 octobre au stade Jean-Bouin, Paris | le 14 octobre au stade Jean-Bouin, Paris | 5                                        |                                          |  |  |                                          |                                          |
|  | Belgique                                 | Italie                                   | le 14 octobre au stade Jean-Bouin, Paris | le 14 octobre au stade Jean-Bouin, Paris | 5                                        | 0                                        |  |  |                                          |                                          |
|  | Belgique                                 | Italie                                   | 9                                        |                                          |                                          | 0                                        |  |  |                                          |                                          |
|  | Italie                                   | Italie                                   | 9                                        | 45                                       |                                          |                                          |  |  |                                          |                                          |
|  | Italie                                   | Allemagne                                | 7                                        | 45                                       |                                          |                                          |  |  |                                          |                                          |
|  |                                          | Allemagne                                | 7                                        | Match pour la 3e place                   |                                          |                                          |  |  |                                          |                                          |
|  | Match pour la 5e place                   |                                          |                                          |                                          |                                          |                                          |  |  |                                          |                                          |
|  | le 16 octobre au stade Jean-Bouin, Paris | le 16 octobre au stade Jean-Bouin, Paris | le 16 octobre au stade Jean-Bouin, Paris | le 16 octobre au stade Jean-Bouin, Paris |                                          |                                          |  |  |                                          |                                          |
|  | le 16 octobre au stade Jean-Bouin, Paris | le 16 octobre au stade Jean-Bouin, Paris | le 16 octobre au stade Jean-Bouin, Paris | le 16 octobre au stade Jean-Bouin, Paris |                                          |                                          |  |  |                                          |                                          |
|  | Belgique                                 | 20                                       | Roumanie                                 | 3                                        |                                          |                                          |  |  |                                          |                                          |
|  | Belgique                                 | 20                                       | Roumanie                                 | 3                                        |                                          |                                          |  |  |                                          |                                          |
|  | Pays-Bas                                 | 3                                        | Allemagne                                | 30                                       |                                          |                                          |  |  |                                          |                                          |
|  | Pays-Bas                                 | 3                                        | Allemagne                                | 30                                       |                                          |                                          |  |  |                                          |                                          |

## Finale
| 17 octobre 1937 | France | 43 – 5 | Italie                                               | Parc des Princes, Paris Arbitre : Jean Roca |
| 17 octobre 1937 | Essai(s) : 9 4 Celhay 2 Delque Milliand, Goyard, Bergèze Transformation(s) : 6/9 3 Thiers 3 Desclaux Drop(s) : Bonnus |        | Essai(s) : Visentin Transformation(s) : 1/2 Vigliano | Parc des Princes, Paris Arbitre : Jean Roca |
| 17 octobre 1937 | |        |                                                      | Parc des Princes, Paris Arbitre : Jean Roca |

## Équipes
| Avants - Édouard Ainciart (Aviron bayonnais) - André Goyard (Lyon OU) - Pierre Daulouède (US Tyrosse) - Antonin Delque (SC Tulle) | - Émile Fabre (Stade toulousain) - François Raynal (USA Perpignan), - François Lombard (RC Narbonne) - Lucien Cognet (AS Montferrand) |

| Arrières - Pierre Thiers (AS Montferrand) - Joseph Desclaux () (USA Perpignan) - Maurice Celhay (Aviron bayonnais) - Marcel Deygas (CS Vienne) | - Pierre Milliand (RC Toulon) - Michel Bonnus (RC Toulon) - Félix Bergèze (Aviron bayonnais). |

| Remplaçants |

| Entraîneur - Joseph Lanusse |

Avants
- Hohlberg, E. Thiesies, Engler, Koch, Aue, Derleth, Werhmann, Dopke.

Arrières
- Isenberg, Dunhaupt, Bukowski, Pfisterer, Hübsch, Hamting, Loos (c).

Remplaçants
Entraîneur
| Avants - Tommaso Fattori (Rugby Rome) - Renato Paciucci (Rugby Rome) - Angelo Albonico (CUS Torino Rugby) - Ugo Stenta (GUF Padova) | - Renato Bevilacqua (Amatori Rugby Milan) - Sandro Vigliano (c) (CUS Torino Rugby) - Giuseppe Visentin (Amatori Rugby Milan) - Arturo Re Garbagnati (Amatori Rugby Milan) |

| Arrières - Umberto Moretti (Amatori Rugby Milan) - Aurelio Cazzini (Amatori Rugby Milan) - Carlo d'Alessio (AS Roma) | - Pietro Vinci IV (AS Roma) - Francesco Vinci III (Rugby Rome) - Riccardo Centinari (Amatori Rugby Milan) |

| Remplaçants |

| Entraîneurs - Julien Saby - Luigi Bricchi Modèle:ITA rugby |

Avants
| - I. Irimia (AP Stadiul Român București) - F. Covaci (Viforul Dacia) - N. Tanovieceanu (Tennis Club Român) - S. Bârsan (Tennis Club Român) | - G. Blaşek (AP Stadiul Român București) - G. Fântâneanu (Sportul Studențesc) - M. Slobozeanu (AP Stadiul Român București) - G. Dumitriu (AP Stadiul Român București) |

| Arrières - I. Popa (Tennis Club Român) - C. Turut (AP Stadiul Român București) - N. Crissoveloni (c) (Tennis Club Român) - I. Andrieşi (Sportul Studențesc) | - C. Dinescu (Sportul Studențesc) - S. Ghica (Tennis Club Român) - T. Ioan (AP Stadiul Român București) |

| Remplaçants |

| Entraîneur - Ion Buzoianu |

| Avants - Eduard Alofs - Gustav Martens - Corneliu Van der Meulen - Johanes Berts | - Wilhem Fock - Gerards Schrage - Hermans Malherbe - Nico Hobelmann |

| Arrières - Barend Iacob Zwart - Johan van Vugert - H. Kelber - Hilko Blazenberg | - Piet Soctig - Hans van Swol - Julius Blydenstein |

| Remplaçants |

| Entraîneur |

Avants
- Halleman, Benlet, Lewis, Baele, Van Puyulroecke, Van Roust, Schwiskens, Catter.

Arrières
- Radelet, Désiré d'Hooghe, Jacob, Culot, Zimmer, Schoehaert, Van Drogensraese.

Remplaçants
Entraîneur
- Jean Rey